# Грандате
Гранда̀те (на италиански: Grandate; на ломбардски: Grandàa, Грандаа) е малко градче и община в Северна Италия, провинция Комо, регион Ломбардия. Разположено е на 320 m надморска височина. Населението на общината е 2860 души (към 2017 г.).